# 元順 (東阿縣公)
元順（487年—528年5月17日），字子和，河南郡洛阳县（今河南省洛阳市东）人，追尊魏景穆帝拓跋晃曾孙，侍中、假黄钺、使持节、都督中外诸军事、太傅、领太尉公、任城文宣王元澄庶长子，北魏宗室、官员。

## 生平

### 早年
九歲那年，元順拜樂安的陳豐為老師。起初讓他寫王羲之的《小學篇》幾千字，元順日夜誦讀，十五天以後，全部理解背誦得透徹。陳豐十分驚訝，對元澄說：“我十五歲跟從老師學習，至今已白頭了，耳目所見所聞，沒有見到有人可和他相比，江夏的黃童不能無雙啊！”元澄笑著說：“藍田生美玉，有什麼不可以的！”十六歲時，便精通《杜氏春秋》，他關門讀書，十分喜好古籍。性情剛直，淡泊於名利榮譽，喜歡喝酒，會彈琴。他經常長吟詠嘆，在空室中吟詠。宣武帝元恪在位時，曾經獻上《魏道頌》，可是文字大多沒有載錄下來。